# Matti Pulli
Matti Johannes Pulli (ur. 8 września 1933 w Zielenogorsku, zm. 24 września 2016 w Jyväskyli) – fiński trener skoków narciarskich, baseballista.

## Wczesne życie
Matti Pulli urodził się w Zielenogorsku (obecnie miasto w Rosji). W młodości uprawiał koszykówkę, w której w 1951 roku zdobył mistrzostwo Finlandii juniorów. Następnie w latach 1952–1957 grał w baseballowym klubie HoNsUssa, w którym w sezonie 1957 z 17 odbiciami zajął 10. miejsce w klasyfikacji odbijających.

## Narciarstwo
Matti Pulli wkrótce przez ponad 50 lat związał się z narciarstwem. W 1982 roku został wybranym Trenerem Roku w Finlandii. W latach 1985–1987 był trenerem reprezentacji Finlandii w skokach narciarskich, w której pod jego wodzą Jari Puikkonen zajął 3. miejsce w klasyfikacji generalnej Turnieju Czterech Skoczni 1985/1986, Matti Nykänen na mistrzostwach świata w lotach narciarskich 1986 w Tauplitz/Bad Mitterndorf, natomiast na mistrzostwach świata 1987 w niemieckim Oberstdorfie Matti Nykänen zdobył wicemistrzostwo świata na skoczni normalnej, natomiast reprezentacja Finlandii zdobyła mistrzostwo świata w konkursie drużynowym. Po objęciu jego funkcji przez Kariego Ylianttilę, dalej pracował w reprezentacji Finlandii.
Sukcesy podopiecznych Pulliego w Finlandii w latach 1985–1987 (chronologicznie)
| Medal | Zawodnik       | Zawody                      | Rok  |
| ----- | -------------- | --------------------------- | ---- |
|       | Jari Puikkonen | Turniej Czterech Skoczni    | 1986 |
|       | Matti Nykänen  | Mistrzostwa świata w lotach | 1986 |
|       | Matti Nykänen  | Mistrzostwa świata          | 1987 |
|       | Finlandia      | Mistrzostwa świata          | 1987 |

Za swoje osiągnięcia otrzymał liczne nagrody i odznaczenia: w 2000 roku otrzymał tytuł doradcy sportowego, w 2007 roku otrzymał Medal Pro Urheilu, a w 2009 roku otrzymał Medal Hannu Koskivuoriego.
W 1999 roku została wydana biografia Pulliego autorstwa Antero Kujali pt. Voittohyppy, natomiast Pulli w tym samym startował w wyborach parlamentarnych z ramienia Partii Koalicji Narodowej.
Był również honorowym członkiem Fińskiego Związku Narciarskiego.

## Nagrody i odznaczenia
- Trener Roku w Finlandii: 1982
- Medal Pro Urheilu: 2007
- Medal Hannu Koskivuoriego: 2009

## Choroba i śmierć
Matti Pulli od kilku lat cierpiał na chorobę Parkinsona, a od 2015 roku przebywał w domu opieki  w Jyväskyli, w którym zmarł 24 września 2016 roku.

## Upamiętnienie
Średnia skocznia kompleksu Laajavuori w Jyväskyli została nazwana imieniem Mattiego Pulliego.